# Jean Glénisson
Jean Glénisson est un historien et archiviste français, né le 25 janvier 1921 à Jonzac, et mort le 9 octobre 2010  dans la même ville.

## Carrière
- Licence ès lettres à la Faculté des lettres de Poitiers, 1940
- Élève de l'École des chartes
- Archiviste paléographe (1946)
- Membre de l'École française de Rome (1946-1948)
- Conservateur aux Archives nationales (1950-1952), chargé du Trésor des Chartes
- Chef des Archives de la bibliothèque de l'Afrique équatoriale française à Brazzaville (1952-1957)
- Professeur d'historiographie à l'Université de São Paulo au Brésil
- Chargé de conférences (1959-1963) puis directeur d'étude à la VIe section de l'École pratique des hautes études (EPHE) (1963-)[2],[3]
- Directeur de l'Institut de recherche et d'histoire des textes (1964 à 1986)

## Œuvre
Éditeur de textes, historien de l'administration médiévale, notamment pontificale, mais aussi de l'Aunis et de la Saintonge, il soutient également l'introduction des techniques de laboratoire et l'analyse par ordinateur pour l'étude du livre manuscrit.

## Distinctions

### Décoration
- Officier de la Légion d'honneur

### Affiliations
- Membre correspondant de l'Académie des inscriptions et belles-lettres (1987-2010)
- Président de la Société des archives historiques (1975-1995)
- Directeur de l'Académie de Saintonge (1982-1991)
- Président de l'Université francophone d'été de Saintonge-Québec
- Membre du Comité international de paléographie latine, successeur de Jeanne Vielliard, en tant que directeur de l'IRHT (1966-1992)[4]